# 所澤秀樹
所澤 秀樹（しょざわ ひでき、1960年 - ）は、日本の鉄道フリーライター。東京都出身、兵庫県神戸市在住。

## 来歴
日本工業大学工学部卒業。交通史・文化研究家、旅行作家。
重電気機器設計、輸出事務、広告代理店、リゾート開発、市場マーケティング、ビデオソフト制作、債権管理業、医療事務コンサルタントその他の職を経て旅、鉄道を中心とした執筆業に専念。中学生時代から一人旅で諸国を鉄道を中心に巡り社会の裏表、人々の人情や風情を見据えその地域の生活や文化を見出す視眼をやしなった。
探究心旺盛で長年自分の足で調査・研究をし、惜しげも無く披露している著書が多い。鉄道システム全般を初心者からベテランまでわかりやすく説明してあり、豊富な写真と詳細な資料は、現在出版されている「鉄道の基礎知識」が読者の未知の部分も紐解いている。
何処に行くにもオリンパスの一眼レフカメラを持って列車に乗り取材にむかい、その先には暖かい横丁や町谷、歓楽街など彼の大好きな場所がある。そこから歴史や文化等を体験しながら吸収し文章となり、本編の説明部分の後に何かしら関連した事に展開していく。
著書は宮脇俊三のような紀行文学、川島令三のような評論ではなく、梅原淳らと同様に雑学的な物で、当初は「です・ます調」を使用していたが、現在は「だ・である調」になっているのが特徴的。また「…にほかならない」とか、「ところがである」を多用することでも知られる。
尚、本人は著書において「私はいわゆる鉄道マニアではない」と公言している。

## 主な著書
- 列島放浪 ちょっとへんな駅?（山海堂）
- 列島縦断 へんな駅?（山海堂）
- 列島周遊 もっとへんな駅?（山海堂）
- 鉄道地図の楽しい読み方（KKベストセラーズ）
- 列島迷走 全国びっくり駅弁!?（山海堂）
- 国鉄の戦後がわかる本　上・下巻（山海堂）
- 知って得する　鉄道なるほど旅行術　割引キップのしくみから旅の裏技まで（PHP研究所）
- 汽車旅　雑学おもしろノート（実業之日本社）
- 「快速」と「準急」はどっちが速い？（光文社）

その他